# Коце Сеизов
Константин (Коце или Коцо) Сеизов е български революционер, деец на Вътрешната македоно-одринска революционна организация.

## Биография
Коце Сеизов е роден в тиквешкия град Кавадарци, тогава в Османската империя. В края на 1898 или началото на 1899 година се присъединява се към ВМОРО. През април 1903 година е заедно с други кавадарчани е арестуван от турските власти и измъчван поради подозрение за събиране на пари за закупуване на оръжие за Организацията. Участва в Илинденско-Преображенското въстание от 1903 година.
През 1913 година става член на революционния щаб на Тиквешкото въстание, в който влизат още Михаил Шкартов, Лазар Банянски, Христо Михов, Атанас Мурджев, Тодор Камчев, Пано Измирлиев, Мело Янев, Тодор Мицев, Глигор Линин, Евтим Монев, Дончо Лазаров, Васил Саздов, Димитър Пинджуров, Атанас Божков, Трайчо Трушията, Гошо Голев, Йованче Шошев, Милан Атанасов и Милан Ацев.
За отлична служба през Първата световна война в 1918 година, Коце Сеизов е награден със сребърен медал „За заслуга“.
Баща е на Васил Сеизов.